# Jetix Max
Jetix Max was een Nederlandstalig kinderprogramma van Jetix dat werd gepresenteerd door Jamai Loman en Nicolette van Dam in seizoen 2006/2007. Het programma werd uitgezonden op zondagmorgen om 9:00 uur. Twee schoolklassen moeten allerlei spelletjes tegen elkaar spelen, om te proberen zo veel mogelijk punten te halen. Van 2004 tot 2006 werd het programma gepresenteerd door Co Rowold en Sita Vermeulen onder de naam The Max. Hierna is het programma Jetix Max vervangen door Jetix Studio en is Jamai Loman vervangen door Joey van der Velden
Het programma is gebaseerd op het populaire RTL kinderprogramma Telekids, dat liep tussen 1989 en 1999. In eerste instantie was Jetix van plan om herhalingen van dit programma uit te zenden. Deze plannen waren echter snel van boord gegooid en werd er gewoon een nieuw programma in dezelfde stijl geproduceerd.
In 2007 stopte Jetix Max en kwam er een opvolger Jetix Studio.

## Onderdelen
- Opening
- Nieuwtjes (met 'Sjonnie Show'&'Tilly Toupage')
- Oudhollands taarten gooien
- Kattenkwaad
- Rood of groen,wat ga je doen? (eindspel)
- Afsluiting